# Vitória Sport Clube 2014-2015

## Rosa
| N. |                       | Ruolo | Calciatore      |
| -- | --------------------- | ----- | --------------- |
| 1  | Brasile (bandiera)    | P     | Douglas         |
| 2  | Brasile (bandiera)    | D     | Rodrigo Defendi |
| 3  | Portogallo (bandiera) | D     | Josué Sá        |
| 5  | Portogallo (bandiera) | D     | Luís Rocha      |
| 6  | Portogallo (bandiera) | C     | Moreno          |
| 8  | Portogallo (bandiera) | C     | Henrique Dinis  |
| 9  | Portogallo (bandiera) | A     | Tómané          |
| 10 | Uruguay (bandiera)    | C     | Jonathan Álvez  |
| 13 | Brasile (bandiera)    | P     | Assis           |
| 14 | Portogallo (bandiera) | A     | Alex            |
| 15 | Portogallo (bandiera) | D     | João Afonso     |
| 18 | Capo Verde (bandiera) | A     | Ricardo         |
| 20 | Portogallo (bandiera) | D     | João Amorim     |
| 23 | Portogallo (bandiera) | D     | Pedro Correia   |
| 26 | Portogallo (bandiera) | C     | Cafú            |

| N. |                           | Ruolo | Calciatore             |
| -- | ------------------------- | ----- | ---------------------- |
| 28 | Tunisia (bandiera)        | C     | Khalil Chemmam         |
| 29 | Francia (bandiera)        | D     | Alvin Arrondel         |
| 32 | Costa d'Avorio (bandiera) | D     | Adama Traoré           |
| 35 | Colombia (bandiera)       | C     | Santiago Montoya Muñoz |
| 43 | Ghana (bandiera)          | C     | Bernard Mensah         |
| 48 | Portogallo (bandiera)     | D     | Bruno Alves            |
| 49 | Portogallo (bandiera)     | A     | Rui Areias             |
| 50 | Brasile (bandiera)        | C     | Rafael Crivellaro      |
| 76 | Portogallo (bandiera)     | D     | Bruno Gaspar           |
| 77 | Serbia (bandiera)         | D     | Filip Knežević         |
| 80 | Costa d'Avorio (bandiera) | A     | Inters Gui             |
| 88 | Portogallo (bandiera)     | A     | David Caiado           |
| 90 | Uruguay (bandiera)        | C     | Jean Barrientos        |
| 92 | India (bandiera)          | C     | Manish Maithani        |
| 99 | Costa d'Avorio (bandiera) | A     | Bakary Saré            |